# Голубівська сільська рада (Кремінський район)
| Голубівська сільська рада — колишній орган місцевого самоврядування у Кремінському районі Луганської області з адміністративним центром у с. Голубівка. Водоймища на території, підпорядкованій даній раді: річка Боровик. Сільській раді були підпорядковані населені пункти: - с. Голубівка - с. Климівка - с. Скаргівка |

## Склад ради
Рада складалася з 14 депутатів та голови.